# メタノケッラ属
メタノケッラ属（メタノケッラぞく、Methanocella、メタノセラ属）は、水田から分離されたメタン菌（メタン生成古細菌）である。この属のみでメタノケッラ目メタノケッラ科を構成する。学名はラテン語で、「メタン（methanum;メタヌム）を生成する細胞（cella;ケッラ）」という意味。
この属は2007年に培養が報告され、2008年に記載されたものである。水田や湖水、泥炭地に生息するメタン菌Rice Claster Iと呼ばれる系統に属しているが、この系統は低濃度の基質に適応しているため純化が難しく、これまで純粋培養は報告されていなかった。そこで、水素や酢酸を生成する真正細菌Syntrophobacter fumaroxidansとの共培養により他のメタン菌を排除した後、純粋培養が行われた。これらの系統は特に水田で優占しており、水田からのメタン放出に重要な働きをしていると考えられている。
形態は0.5×2μm程度のグラム陰性の桿菌。水素、二酸化炭素あるいは蟻酸をメタン生成の基質として利用し、炭素源として酢酸を要求する。増殖は遅く、Methanocella paludicolaの倍加時間は4.2日である。

## 分類
- Methanocella paludicola（メタノケッラ・パラディコラ）

基準種。長岡市の水田土壌より分離された。ゲノムサイズは295万7635bp、ORF 3004箇所。
- "Methanocella arvoryzae"（メタノケッラ・アルウォリュザエ）

2010年にイタリアの水田土壌から報告されたもの。